# NGC 3070
NGC 3070 (również PGC 28796 lub UGC 5350) – galaktyka eliptyczna (E), znajdująca się w gwiazdozbiorze Lwa. Odkrył ją William Herschel 15 marca 1784 roku.